# إيرل واتسون (لاعب كرة سلة)
إيرل واتسون (14 سبتمبر 1990 في الولايات المتحدة - ) (بالإنجليزية: Earl Watson)‏ هو لاعب كرة سلة أمريكي في مركز هجوم قوي الجسم. لعب مع Rhode Island Rams ‏.

## وصلات خارجية
- إيرل واتسون على موقع كرة السلة الأوروبية.كوم (الإنجليزية)
- إيرل واتسون على موقع كلية كرة السلة في سبورتس رفرنس.كوم (الإنجليزية)
- إيرل واتسون على موقع ريلجم (الإنجليزية)
- إيرل واتسون على موقع سبورتس رفرنس (الإنجليزية)